# باریتس-ولکه تیشانی
باریتس-ولکه تیشانی (به چکی: Bařice-Velké Těšany) یک منطقهٔ مسکونی در جمهوری چک است که در ناحیه کرومیریژ واقع شده‌است. باریتس-ولکه تیشانی ۶٫۶۸ کیلومتر مربع مساحت و ۴۵۲ نفر جمعیت دارد.